# José da Silva Paes
José da Silva Paes (également orthographié José da Silva Pais) fut un militaire et un fonctionnaire colonial portugais du XVIIIe siècle.

## Biographie
José da Silva Paes prit part aux disputes entre l'Espagne et le Portugal pour ce qui concerne aujourd'hui la région sud du Brésil. Il y affronta fréquemment son rival espagnol, Pedro de Cevallos.
Dans le but de protéger les possessions portugaises, José da Silva Paes fut chargé de la construction du fort Jesus Maria José dans la colonie de Rio Grande. Cette dernière était l'objet de fréquentes incursions espagnoles, menées par Don Pedro de Cevallos.
Il envahit et reprit également l'île de Santa Catarina, un temps aux mains des espagnols de Don Pedro de Cevallos, et devint gouverneur de cette même île. Il sera ensuite nommé premier gouverneur de la capitainerie de Santa Catarina, de 1739-1745.
Enfin, il fut le concepteur et le constructeur des forteresses qui constituaient le système de défense de l'île de Santa Catarina: au nord, les forteresses de São José da Ponta Grossa, Santa Cruz de Anhatomirim et Santo Antônio de Ratones et, au sud, Nossa Senhora da Conceição de Araçatuba.